# Enrique Murciano
Enrique Ricardo Murciano (Miami, 9 luglio 1973) è un attore statunitense di origine cubano-americana.

## Biografia
Nato a Miami, Stati Uniti d'America, da famiglia di origini cubane, suo nonno Mario Quiros, patologo, emigrò da Cuba a Miami nel 1960 con i suoi nove figli, ottenne poi la licenza per esercitare la professione medica e si stabilì a Johnston City, Tennessee. Sua madre, Christina, aveva 18 anni e suo padre, Enrique senior, ancora studente di medicina, 19 anni quando si sposarono. Durante l'infanzia ha vissuto tra Messico e Nord America. Ha due sorelle. Murciano vive a Marina del Rey, California.
Avrebbe dovuto intraprendere la professione medica, come tutta la sua famiglia, ma, dopo aver frequentato la Christopher Columbus High School di Miami e il college alla Tulane University di New Orleans, intraprende gli studi di legge a Boston. Segue i corsi universitari per pochi mesi, per un breve periodo considera di entrare in politica, quindi decide di partire alla volta di Los Angeles per frequentare il Larry Moss Studio, e tentare la carriera di attore, avendo già recitato in teatro in compagnie amatoriali e scolastiche. 
Appena giunto a Los Angeles il suo primo agente gli suggerì di cambiare il nome in Rick Mercer ma, Murciano, orgoglioso delle sue origini latine, non lo fece. Il debutto cinematografico avviene nel 1997, quando ottiene una piccola parte in Speed 2 - Senza limiti, film con Sandra Bullock, interpretando il ruolo di Alejandro. Nel 1999 appare nei telefilm Susan nell'episodio intitolato Wedding-Bell Blues e Jarod il camaleonte nell'episodio “Risque Business". Nel 2000 interpreta il ruolo di Ricky, un agente della DEA, nel film Traffic di Steven Soderbergh con Michael Douglas.
Appare quindi nella serie prodotta da Mtv Spyder Games, interpretando il ruolo di Francisco Torres. Durante le riprese di Black Hawk Down - Black Hawk abbattuto, film diretto da Ridley Scott nel 2001, nel quale interpreta il ruolo del sergente Lorenzo Ruiz, incontra il produttore Jerry Bruckheimer il quale lo sceglierà l'anno seguente come co-protagonista della fortunata serie televisiva della CBS Senza traccia, per il ruolo dell'agente speciale Danny Taylor, accanto a Anthony LaPaglia.
Sempre del 2002 è l'apparizione nella serie Star Trek: Enterprise, nella puntata intitolata "La fusione", in cui interpreta il vulcaniano Tolaris. Murciano quello stesso anno recita anche nel film Case 42 nel ruolo di Lazlo, mentre nel 2003 è Tico in Cafe and Tobacco, film scritto, prodotto e diretto da Michael Justiz. Nel 2004 è il produttore esecutivo del film tv A Separate Peace, nominato nel 2005 ai Daytime Emmy, poi vincitore al Golden Reel Award, nello stesso anno viene nominato allo Screen Actors Guild Award, assieme a tutto il cast protagonista della serie Senza traccia, per l'interpretazione di Danny Taylor. 
Nel 2005 Murciano lavora nuovamente con Sandra Bullock nel ruolo di Jeff Foreman in Miss F.B.I. - Infiltrata speciale. Viene scelto da Andy García come spalla in The Lost City, film diretto e interpretato dallo stesso Garcia, accanto a Dustin Hoffman e Bill Murray. L'anno seguente (2006) appare nel film indipendente How to Go Out on a Date in Queens di Michelle Danner nel ruolo di Junior. Sempre nel 2006 interpreta, assieme ad Olivia Wilde, il cortometraggio L.A.Suite, scritto e diretto da Marc Webb, commissionato dalla catena Thompson Hotel Group per la promozione dell'Hollywood Roosevelt Hotel di Jason Pomeranc. 
Nel 2008 Murciano  è interprete, assieme a Jason Day ed Elsa Pataky, di Màncora, film spagnolo diretto da Ricardo de Montreuil del quale è anche produttore esecutivo, girato in Perù, nominato per il premio della giuria al Sundance Film Festival. Questo stesso anno è nominato agli ALMA Award (American Latino Media Arts Awards) per l'interpretazione di Danny Taylor in Senza traccia. Enrique Murciano è apparso nel video "Yes We Can" di Will.i.am, a sostegno del presidente Barack Obama. Nel 2009 partecipa al progetto "Presidential Pledge", ideato da Demi Moore, che spinge alla cooperazione di tutti gli americani per operare il cambiamento del paese.
Il proposito di Enrique Murciano è di sfatare il luogo comune del latinoamericano narco-trafficante, che vede intrappolati gli attori latini in ruoli sempre uguali, scegliendo di volta in volta di interpretare ruoli non caratterizzati sotto il profilo razziale, seguendo in questo l'esempio di Denzel Washington per gli afroamericani e dello stesso Andy García per i latinoamericani. Murciano dichiara di avere una grande passione per le automobili, le motociclette e gli orologi d'epoca, e di essere un ottimo cuoco. Suona la chitarra, il pianoforte, le percussioni e l'ukulele. Tra l'estate del 2008 e febbraio del 2011 è stato sentimentalmente legato alla modella inglese Lily Cole.

## Riconoscimenti
- 1 Golden Globe per Senza traccia
- 1 Falcó d'Or al Festival Internazionale del Cinema di Ibiza, come miglior attore non protagonista in Màncora nel ruolo di Iñigo

## Filmografia

### Cinema
- Speed 2 - Senza limiti (Speed 2: Cruise Control), regia di Jan de Bont (1997)
- Traffic, regia di Steven Soderbergh (2000)
- Black Hawk Down - Black Hawk abbattuto (Black Hawk Down), regia di Ridley Scott (2001)
- Cafe and Tobacco, regia di Michael Justiz (2003)
- Miss F.B.I. - Infiltrata speciale (Miss Congeniality 2: Armed & Fabulous), regia di John Pasquin (2005)
- The Lost City, regia di Andy García (2005)
- How to Go Out on a Date in Queens, regia di Michelle Danner (2006)
- Màncora, regia di Ricardo de Montreuil (2008)
- Apes Revolution - Il pianeta delle scimmie (Dawn of the Planet of the Apes), regia di Matt Reeves (2014)
- Collateral Beauty, regia di David Frankel (2016)
- Crazy Night - Festa col morto (Rough Night), regia di Lucia Aniello (2017)
- Bright, regia di David Ayer (2017)
- L'altra metà (The Half of It), regia di Alice Wu (2020)
- Il padre della sposa - Matrimonio a Miami (Father of the Bride), regia di Gary Alazraki (2022)

### Televisione
- Susan (Suddenly Susan) – serie TV, episodio 3x12 (1999)
- Jarod il camaleonte (The Pretender) – serie TV, episodio 4x04 (1999)
- Spyder Games – serie TV, 36 episodi (2001)
- Star Trek: Enterprise – serie TV, episodio 1x17 (2002)
- Senza traccia (Without a Trace) – serie TV, 159 episodi (2002-2009)
- CSI - Scena del crimine (CSI: Crime Scene Investigation) – serie TV, 5 episodi (2009-2012)
- Marry Me, regia di James Hayman – miniserie TV (2010)
- Medium – serie TV, episodio 7x13 (2011)
- NCIS - Unità anticrimine (NCIS) – serie TV, episodi 8x20-8x24-9x13 (2011-2012)
- 666 Park Avenue – serie TV, episodi 1x05-1x06-1x07 (2012)
- Power – serie TV, 10 episodi (2014-2016)
- Bloodline – serie TV, 26 episodi (2015-2017)
- The Saint, regia di Ernie Barbarash – film TV (2017)
- The Blacklist – serie TV, 5 episodi (2017)
- Briarpatch – serie TV, 5 episodi (2019-2020)
- Panic - serie TV, 10 episodi (2021)
- The Night Agent - serie TV (2023-in corso)

## Doppiatori italiani
Nelle versioni in italiano delle opere in cui ha recitato, Enrique Murciano è stato doppiato da:
- Christian Iansante in Black Hawk Down - Black Hawk Abbattuto, Senza Traccia, NCIS - Unità Anticrimine, Power, The Night Agent, Monsters: la storia di Lyle ed Erik Menendez
- Riccardo Rossi in CSI - Scena del crimine (ep. 10x04), The Blacklist
- Sandro Acerbo in 666 Park Evenue
- Alessandro Quarta in Medium
- Gianfranco Miranda in CSI - Scena del Crimine (st. 12-13)
- David Chevalier in Miss F.B.I - Infiltrata speciale
- Fabrizio Manfredi in The Lost City
- Marco Guadagno in Apes Revolution - Il pianeta delle scimmie
- Gabriele Sabatini in Bloodline